# Gornja Jurkovica
Gornja Jurkovica je naseljeno mjesto u sastavu općine Bosanska Gradiška, Republika Srpska, BiH.

## Stanovništvo
| Gornja Jurkovica   |              |
| Godina popisa      | 1991.        |
| Srbi               | 275 (92,59%) |
| Hrvati             | 9 (3,03%)    |
| Muslimani          | 0            |
| Jugoslaveni        | 2 (0,67%)    |
| ostali i nepoznato | 11 (3,70%)   |
| ukupno             | 297          |